# Алексеев, Варфоломей
Варфоломе́й Алексе́ев (XVII век) — дьяк Русского царства в правление царей Алексея Михайловича и Фёдора Алексеевича.

## Биография
Ранняя биография неизвестна. Начинал службу в качестве подьячего, упоминается в этом качестве 6 сентября 1650 года. В 1654/1655 году был произведён в дьяки с окладом 600 четей и 60 рублей. С 1655 по 1659 года — дьяк Монастырского приказа. В 1658/1659 году — на посольской размене с Крымским ханством. В 1659/1660 году принимал участие в описи церковной утвари Успенского собора в Московском кремле, а также церковных и дворцовых сооружений. 29 апреля 1661 года упоминается как дьяк Каменного приказа. В 1661/1662 году занимался распределением соли служилым людям из Приказа Большой казны. С 1662 до как минимум 1664/1665 годов служил в Терке вместе с Иваном Ржевским. 4 сентября 1663 года его оклад был увеличен на 15 рублей. Отец дьяка Александра Алексеева.